# Landratswahlen in Sachsen 2022

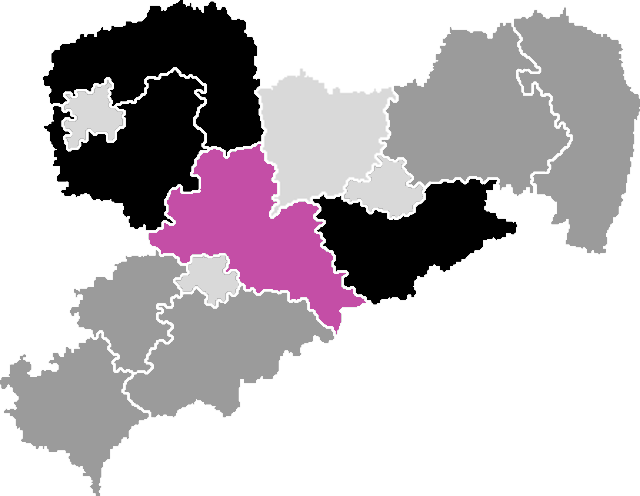
Ergebnisse der Wahlgänge

Landratswahlen in Sachsen fanden am 12. Juni 2022 in neun von zehn Landkreisen statt. In sechs Landkreisen fand am 3. Juli ein zweiter Wahlgang statt, da in diesen Kreisen im ersten Wahlgang kein Kandidat die absolute Mehrheit erreicht hatte. Die Wahl der Landräte erfolgt in Sachsen auf 7 Jahre.

## Wahlsystem
Gewählt ist, wer im ersten Wahlgang mindestens die Hälfte aller abgegebenen Stimmen erhalten hat. Trifft das auf keinen Kandidierenden zu, findet eine Neuwahl statt. In der Neuwahl gilt der Kandidat als gewählt, der die meisten Stimmen der abgegebenen Stimmen erhält. Jeder, der im ersten Wahlgang kandidierte, darf erneut antreten oder seine Kandidatur zurückziehen.
Wahlberechtigt sind alle Einwohner, die seit mindestens drei Monaten im jeweiligen Landkreis wohnen und das 18. Lebensjahr vollendet haben.
Passiv wahlberechtigt sind Staatsangehörige eines Mitgliedsstaates der Europäischen Union, die das 27., nicht jedoch das 65. Lebensjahr vollendet haben.

## Ausgangslage
Bei den Landratswahlen 2015 in Sachsen erhielten ausschließlich Bewerber der CDU die Mandate in den entsprechenden Landkreisen. Auch in den vergangenen Jahren wurden größtenteils Mitglieder der CDU zu Landräten gewählt.
Vor allem die AfD erklärte es zum Ziel, das zu ändern. Bisher hat noch nie ein Kandidat dieser Partei eine Landratswahl gewonnen. Da diese in Sachsen jedoch in der Vergangenheit höhere Ergebnisse als in anderen Bundesländern erreichte, rechnete man der Partei größere Chancen zu.
Zum ersten Mal stellte auch die Partei Freie Sachsen Kandidierende auf, eine Kleinpartei, die als rechtsextrem gilt und unter anderem die Unabhängigkeit Sachsens („Säxit“) fordert.
Der Landkreis Meißen ist der einzige Landkreis in Sachsen, in welchem 2022 keine Landratswahl stattfand. Bereits 2020 wurde dort Ralf Hänsel zum Landrat gewählt, nachdem der bisherige Amtsträger Arndt Steinbach sein Amt niedergelegt hatte.
Zeitgleich zur Landratswahl fand am 12. Juni eine Oberbürgermeisterwahl in Dresden statt, wobei der zweite Wahlgang für den 10. Juli angesetzt war. Wie die Städte Leipzig und Chemnitz ist Dresden eine Kreisfreie Stadt, die daher auch keinen Landrat wählt.

## Wahlergebnisse
Der erste Wahlgang fand am 12. Juni statt. Es wurde in neun Landkreisen gewählt, im Landkreis Leipzig, Landkreis Nordsachsen, Landkreis Mittelsachsen, Landkreis Sächsische Schweiz-Osterzgebirge, Erzgebirgskreis, Vogtlandkreis, Landkreis Zwickau, Landkreis Bautzen und im Landkreis Görlitz. Insgesamt 35 Männer und fünf Frauen waren zur Wahl zugelassen, fast zwei Millionen Menschen waren in den Landkreisen zur Wahl aufgerufen.
In den folgenden Ergebnissen sind die ungültigen Stimmen in der Summe nicht berücksichtigt.

### Landkreis Leipzig
Der Kandidat der CDU, Henry Graichen, wurde mit mehr als der Hälfte der Stimmen wiedergewählt. Es waren insgesamt 213.567 Menschen zur Wahl aufgerufen.

Graichen 50–60 %
Graichen 60–70 %
Graichen 70–80 %Stimmenmehrheit nach Gemeinden im Landkreis Leipzig

| Kandidat               | Stimmen (absolut) | Stimmen (%) | Politische Unterstützung |
| ---------------------- | ----------------- | ----------- | ------------------------ |
| Henry Graichen         | 67.742            | 69,9        | CDU                      |
| Jörg Dornau            | 18.786            | 19,4        | AfD                      |
| Denny Trölenberg       | 10.373            | 10,7        | Die Linke                |
| Wähler/Wahlbeteiligung | 98.109            | 45,9        |                          |
| Gültige Stimmen        | 96.901            | 98,8        |                          |
| Ungültige Stimmen      | 1.208             | 1,2         |                          |

### Landkreis Nordsachsen

Emanuel 50–60 %
Emanuel 60–70 %
Emanuel 70–80 %Stimmenmehrheit nach Gemeinden im Landkreis Nordsachsen

Der Kandidat der CDU, Kai Emanuel, wurde mit mehr als der Hälfte der Stimmen wiedergewählt. Es waren insgesamt 163.667 Menschen zur Wahl aufgerufen.
| Kandidat               | Stimmen (absolut) | Stimmen (%) | Politische Unterstützung |
| ---------------------- | ----------------- | ----------- | ------------------------ |
| Kai Emanuel            | 38.091            | 62,9        | CDU                      |
| Uta Hesse              | 12.081            | 20,0        | Freie Sachsen            |
| Torsten Pötzsch        | 10.342            | 17,1        | SPD/Grüne/Die Linke      |
| Wähler/Wahlbeteiligung | 61.376            | 37,5        |                          |
| Gültige Stimmen        | 60.514            | 98,6        |                          |
| Ungültige Stimmen      | 862               | 1,4         |                          |

### Landkreis Sächsische Schweiz-Osterzgebirge

Geisler 40–50 %
Geisler 50–60 %
Geisler 60–70 %(Relative) Stimmenmehrheit nach Gemeinden im Landkreis Sächsische Schweiz-Osterzgebirge

Der Kandidat der CDU, Michael Geisler, wurde mit mehr als der Hälfte der Stimmen wiedergewählt. Es waren insgesamt 200.564 Menschen zur Wahl aufgerufen.
| Kandidat               | Stimmen (absolut) | Stimmen (%) | Politische Unterstützung |
| ---------------------- | ----------------- | ----------- | ------------------------ |
| Michael Geisler        | 52.693            | 54,4        | CDU                      |
| Ivo Teichmann          | 23.108            | 23,9        | AfD                      |
| Lutz Richter           | 10.873            | 11,2        | Die Linke                |
| Andreas Hofmann        | 10.181            | 10,5        | Freie Sachsen            |
| Wähler/Wahlbeteiligung | 98.123            | 48,9        |                          |
| Gültige Stimmen        | 96.855            | 98,7        |                          |
| Ungültige Stimmen      | 1.268             | 1,3         |                          |

### Landkreis Görlitz
Im ersten Wahlgang erreichte kein Kandidat die absolute Mehrheit, daher fand ein zweiter Wahlgang am 3. Juli 2022 statt.
Kristin Schütz zog ihre Kandidatur für den zweiten Wahlgang zurück. Stephan Meyer wurde mit absoluter Mehrheit zum neuen Landrat gewählt.
Es waren insgesamt 208.518 (2. WG: 208.477) Menschen zur Wahl aufgerufen.
| Kandidat               | 1. Wahlgang       | 1. Wahlgang | 2. Wahlgang       | 2. Wahlgang | Politische Unterstützung |
| Kandidat               | Stimmen (absolut) | Stimmen (%) | Stimmen (absolut) | Stimmen (%) | Politische Unterstützung |
| ---------------------- | ----------------- | ----------- | ----------------- | ----------- | ------------------------ |
| Stephan Meyer          | 47.051            | 46,3        | 46.522            | 56,5        | CDU                      |
| Sebastian Wippel       | 36.041            | 35,5        | 29.470            | 35,8        | AfD                      |
| Sylvio Ingo Arndt      | 10.273            | 10,5        | 6.409             | 7,8         | Einzelbewerber           |
| Kristin Schütz         | 8.277             | 8,1         | n.k.              | n.k.        | FDP                      |
| Wähler/Wahlbeteiligung | 103.042           | 49,4        | 82.950            | 39,7        |                          |
| Gültige Stimmen        | 101.642           | 98,6        | 82.401            | 99,3        |                          |
| Ungültige Stimmen      | 1.400             | 1,4         | 549               | 0,7         |                          |

### Vogtlandkreis
Im ersten Wahlgang erreichte kein Kandidat die absolute Mehrheit, daher fand ein zweiter Wahlgang am 3. Juli 2022 statt.
Uwe Drechsel und Thomas Fiedler zogen ihre Kandidaturen für den zweiten Wahlgang zurück. Thomas Hennig wurde mit absoluter Mehrheit zum neuen Landrat gewählt.
Es waren insgesamt 185.200 (2. WG: 185.366) Menschen zur Wahl aufgerufen.
| Kandidat               | 1. Wahlgang       | 1. Wahlgang | 2. Wahlgang       | 2. Wahlgang | Politische Unterstützung |
| Kandidat               | Stimmen (absolut) | Stimmen (%) | Stimmen (absolut) | Stimmen (%) | Politische Unterstützung |
| ---------------------- | ----------------- | ----------- | ----------------- | ----------- | ------------------------ |
| Thomas Hennig          | 32.781            | 42,0        | 37.813            | 63,4        | CDU                      |
| Roberto Rink           | 18.320            | 23,4        | 15.760            | 26,4        | AfD, DSU                 |
| Uwe Drechsel           | 12.507            | 16,0        | n.k.              | n.k.        | Einzelbewerber           |
| Janina Pfau            | 7.537             | 9,6         | 6.097             | 10,2        | Die Linke                |
| Thomas Fiedler         | 6.981             | 8,9         | n.k.              | n.k.        | SPD                      |
| Wähler/Wahlbeteiligung | 79.088            | 42,7        | 60.192            | 32,5        |                          |
| Gültige Stimmen        | 78.126            | 98,8        | 59.670            | 99,1        |                          |
| Ungültige Stimmen      | 962               | 1,2         | 522               | 0,9         |                          |

### Landkreis Mittelsachsen
Im ersten Wahlgang erreichte kein Kandidat die absolute Mehrheit, daher fand ein zweiter Wahlgang am 3. Juli 2022 statt.
Alle Kandidaten traten auch für den zweiten Wahlgang wieder an. Dirk Neubauer wurde mit absoluter Mehrheit zum neuen Landrat gewählt.
Es waren insgesamt  247.132 (2. WG: 247 589) Menschen zur Wahl aufgerufen.
| Kandidat               | 1. Wahlgang       | 1. Wahlgang | 2. Wahlgang       | 2. Wahlgang | Politische Unterstützung |
| Kandidat               | Stimmen (absolut) | Stimmen (%) | Stimmen (absolut) | Stimmen (%) | Politische Unterstützung |
| ---------------------- | ----------------- | ----------- | ----------------- | ----------- | ------------------------ |
| Dirk Neubauer          | 48.920            | 41,3        | 50.111            | 55,6        | SPD/Grüne/Die Linke      |
| Sven Liebhauser        | 35.437            | 30,0        | 18.365            | 20,4        | CDU                      |
| Rolf Weigand           | 33.953            | 28,7        | 21.687            | 24,1        | AfD                      |
| Wähler/Wahlbeteiligung | 119.874           | 48,5        | 90.573            | 36,6        |                          |
| Gültige Stimmen        | 118.310           | 98,7        | 90.163            | 99,5        |                          |
| Ungültige Stimmen      | 1.564             | 1,3         | 410               | 0,5         |                          |

Dirk Neubauerkündigte im Juli 2024 seinen vorzeitigen Rücktritt an. Die deshalb fällige Neuwahl findet noch 2024 statt.

### Landkreis Bautzen
Im ersten Wahlgang erreichte kein Kandidat die absolute Mehrheit, daher fand ein zweiter Wahlgang am 3. Juli 2022 statt.
Alle Kandidaten traten auch für den zweiten Wahlgang wieder an. Udo Witschas wurde mit relativer Mehrheit zum neuen Landrat gewählt.
Es waren insgesamt 245.437 (2. WG: 245.594) Menschen zur Wahl aufgerufen.
| Kandidat               | 1. Wahlgang       | 1. Wahlgang | 2. Wahlgang       | 2. Wahlgang | Politische Unterstützung |
| Kandidat               | Stimmen (absolut) | Stimmen (%) | Stimmen (absolut) | Stimmen (%) | Politische Unterstützung |
| ---------------------- | ----------------- | ----------- | ----------------- | ----------- | ------------------------ |
| Udo Witschas           | 44.123            | 38,4        | 38.923            | 43,5        | CDU                      |
| Frank Peschel          | 32.284            | 28,0        | 24.177            | 27,0        | AfD                      |
| Alex Theile            | 28.779            | 25,0        | 21.367            | 23,9        | SPD/Grüne/Die Linke      |
| Tobias Jantsch         | 9.846             | 8,6         | 4.933             | 5,5         | Einzelbewerber           |
| Wähler/Wahlbeteiligung | 116.964           | 47,6        | 90.145            | 36,7        |                          |
| Gültige Stimmen        | 115.032           | 98,4        | 89.400            | 99,1        |                          |
| Ungültige Stimmen      | 1.914             | 1,6         | 745               | 0,8         |                          |

### Landkreis Zwickau
Im ersten Wahlgang erreichte kein Kandidat die absolute Mehrheit, daher fand ein zweiter Wahlgang am 3. Juli 2022 statt.
Alexander Weiß und Raphael Roch zogen ihre Kandidaturen für den zweiten Wahlgang zurück. Carsten Michaelis wurde mit relativer Mehrheit zum neuen Landrat gewählt.
Es waren insgesamt 258.085 (2. WG: 258.087) Menschen zur Wahl aufgerufen.
| Kandidat               | 1. Wahlgang       | 1. Wahlgang | 2. Wahlgang       | 2. Wahlgang | Politische Unterstützung |
| Kandidat               | Stimmen (absolut) | Stimmen (%) | Stimmen (absolut) | Stimmen (%) | Politische Unterstützung |
| ---------------------- | ----------------- | ----------- | ----------------- | ----------- | ------------------------ |
| Carsten Michaelis      | 30.588            | 30,7        | 26.682            | 35,9        | CDU                      |
| Dorothee Obst          | 24.285            | 24,4        | 26.673            | 35,9        | Freie Wähler             |
| Andreas Gerold         | 21.047            | 21,1        | 14.218            | 19,1        | AfD                      |
| Jens Juraschka         | 10.075            | 10,1        | 5.320             | 7,2         | SPD                      |
| Alexander Weiß         | 8.436             | 8,5         | n.k.              | n.k.        | Die Linke                |
| Jens Haustein          | 2.740             | 2,8         | 1.355             | 1,8         | die Basis                |
| Raphael Roch           | 2.457             | 2,5         | n.k.              | n.k.        | FDP                      |
| Wähler/Wahlbeteiligung | 100.718           | 39,0        | 74.681            | 28,9        |                          |
| Gültige Stimmen        | 99.628            | 98,9        | 74.248            | 99,4        |                          |
| Ungültige Stimmen      | 1.090             | 1,1         | 433               | 0,6         |                          |

Auffällig ist ein Nord-Süd-Gefälle. Obst wurde besonders im Süden des Landkreises im Vergleich zu Michaelis stärker gewählt. Das lässt sich damit erklären, dass sie zum Wahlzeitpunkt Bürgermeisterin von Kirchberg war.

### Erzgebirgskreis
Im ersten Wahlgang erreichte kein Kandidat die absolute Mehrheit, daher fand ein zweiter Wahlgang am 3. Juli 2022 statt.
Simone Lang, Tino Günther und Holger Zimmer zogen ihre Kandidaturen für den zweiten Wahlgang zurück. Rico Anton wurde mit relativer Mehrheit zum neuen Landrat gewählt.
Es waren insgesamt 274.081 (2. WG: 274.494) Menschen zur Wahl aufgerufen.
| Kandidat               | 1. Wahlgang       | 1. Wahlgang | 2. Wahlgang       | 2. Wahlgang | Politische Unterstützung          |
| Kandidat               | Stimmen (absolut) | Stimmen (%) | Stimmen (absolut) | Stimmen (%) | Politische Unterstützung          |
| ---------------------- | ----------------- | ----------- | ----------------- | ----------- | --------------------------------- |
| Rico Anton             | 35.167            | 26,3        | 41.517            | 40,1        | CDU (SPD/FDP im zweiten Wahlgang) |
| Volker Weber           | 26.758            | 20,0        | 35.019            | 33,8        | Freie Wähler                      |
| Torsten Gahler         | 23.760            | 17,8        | 16.948            | 16,4        | AfD                               |
| Simone Lang            | 17.380            | 13,0        | n.k.              | n.k.        | SPD                               |
| Stefan Hartung         | 13.367            | 10,0        | 10.152            | 9,8         | Freie Sachsen                     |
| Tino Günther           | 9.818             | 7,3         | n.k.              | n.k.        | FDP                               |
| Holger Zimmer          | 7.377             | 5,5         | n.k.              | n.k.        | Die Linke                         |
| Wähler/Wahlbeteiligung | 135.450           | 49,4        | 104.592           | 38,1        |                                   |
| Gültige Stimmen        | 133.627           | 98,7        | 103.636           | 99,1        |                                   |
| Ungültige Stimmen      | 1.823             | 1,3         | 956               | 0,9         |                                   |